# Kulturyści
Kulturyści (oryg. Pumping Iron) – amerykański film dokumentalny z 1977 roku w reżyserii Roberta Fiorea i George’a Butlera z udziałem Arnolda Schwarzeneggera.

## Opis fabuły
Film dokumentuje historię przygotowań do zawodów Mr. Olympia oraz Mister Universe w 1975 roku czołowego kulturysty lat siedemdziesiątych - Arnolda Schwarzeneggera - oraz innych wybitnych kulturystów tamtego okresu. Film poza samym okresem przygotowań skupia się przede wszystkim na pokazaniu charakteru i osobowości wszystkich kulturystów, ich stylu życia i poprzez to świata kulturystyki lat 70., która zaczynała zyskiwać coraz większą popularność.

## Obsada
- Arnold Schwarzenegger
- Lou Ferrigno
- Franco Columbu
- Mike Katz
- Ed Corney
- Mike Mentzer
- Robby Robinson
- Albert Beckles
- Ken Waller
- Frank Zane
- Paul Grant
- Serge Nubret
- Danny Padilla
- Roger Callard